# Вдосконалення бізнес-процесу
Вдоскона́лення бі́знес-проце́су (Business Process Improvement (BPI)) — покращення організації бізнесу компанії через аналіз робіт з метою: зменшення витрат чи вилучення робіт, що не приносять доданої вартості, а також збереження на тому ж рівні або покращення якості, рівню продуктивності, своєчасності або інших стратегічних цілей чи цілей бізнесу, закріплених оціночними індикаторами.

## Джерело
- Глосарій Менеджмент.com.ua [Архівовано 16 грудня 2008 у Wayback Machine.]